# Žirovnica, Srbija
Žirovnica (izvirno srbsko Жировница) je naselje v Srbiji, ki upravno spada pod Občino Batočina; slednja pa je del Šumadijskega upravnega okraja.

## Demografija
V naselju živi 694 polnoletnih prebivalcev, pri čemer je njihova povprečna starost 43,2 let (42,7 pri moških in 43,7 pri ženskah). Naselje ima 239 gospodinjstev, pri čemer je povprečno število članov na gospodinjstvo 3,47.
To naselje je popolnoma srbsko (glede na rezultate popisa iz leta 2002).
|  |

| Demografija | Demografija     | Demografija     |
| Leto        | Št. prebivalcev | Št. prebivalcev |
| ----------- | --------------- | --------------- |
|             |                 |                 |
|             |                 |                 |
|             |                 |                 |
|             |                 |                 |
| 1948        | 1216            |                 |
| 1953        | 1216            |                 |
| 1961        | 1188            |                 |
| 1971        | 1055            |                 |
| 1981        | 1078            |                 |
| 1991        | 974             | 923             |
| 2002        | 908             | 830             |
|             |                 |                 |

| Etnična sestava po popisu iz leta 2002 | Etnična sestava po popisu iz leta 2002 | Etnična sestava po popisu iz leta 2002 | Etnična sestava po popisu iz leta 2002 | Etnična sestava po popisu iz leta 2002 |
| -------------------------------------- | -------------------------------------- | -------------------------------------- | -------------------------------------- | -------------------------------------- |
| Srbi                                   | Srbi                                   |                                        | 830                                    | 100,0%                                 |
| Neznano                                | Neznano                                |                                        | 0                                      | 0,0%                                   |